# خوليو غوزمان
خوليو غوزمان (بالإسبانية: Julio Guzmán Cáceres)‏ هو اقتصادي وسياسي بيروفي، ولد في 31 يوليو 1970 في ليما في بيرو.